# تشارلز بارينغتون
تشارلز بارينغتون (بالإنجليزية: Charles Barrington)‏ هو متسلق جبال أيرلندي، ولد في 1834 في Bray, County Wicklow ‏ في جمهورية أيرلندا، وتوفي في 1901.